# Miquel Sotero Llull
Miquel Sotero Llull (1894-1986) va ser un polític tradicionalista català, que fou alcalde de Badalona breument durant el franquisme.
És un personatge amb poca transcendència política. Militant tradicionalista, abans de la guerra civil va ser comptable del Centre Regionalista (1934) i vocal de la Junta directiva local de Lliga Catalana (1935). També va ser soci fundador de l'Associació de la Premsa de Badalona el 24 de setembre de 1933. Després de la contesa bèl·lica va formar part de la Comissió Gestora que va assumir el govern de Badalona el 29 gener de 1939, al capdavant de la qual hi hagué Miquel Xicart i Potrony. Sotero esdevingué primer tinent d'alcalde i, un cop fou destituït Xicart, esdevingué alcalde uns mesos des de 15 de setembre de 1939 a 15 de febrer de 1940. Després d'ocupar aquest càrrec, no va tenir més experiències en la política.
Va morir a Badalona el 1986, va ser enterrat al cementiri del Sant Crist.